# Geberit-Arena
Die Geberit-Arena (Eigenschreibweise: GEBERIT-Arena) ist ein Fußballstadion mit Leichtathletikanlage in der baden-württembergischen Stadt Pfullendorf. Seit der Eröffnung ist es insbesondere als Spielstätte des Fußballvereins SC Pfullendorf bekannt. Es hat ein Fassungsvermögen von 8000 Plätzen, davon 657 Sitzplätze (432 überdacht). Die Arena bietet eine 1200 Lux-Flutlichtanlage.

## Geschichte
Die Anlage wurde 1955 eingeweiht und wird hauptsächlich für Fußball und Leichtathletik genutzt. Das Stadion hieß bis 2005 Waldstadion, wurde dann in ALNO-Arena umbenannt, um dem Sponsoring der Alno AG Rechnung zu tragen. Dieser Zustand änderte sich 2008, als Alno den Sponsoring-Vertrag mit dem SC Pfullendorf zum Ende der Saison 2007/08 aufkündigte, um stattdessen Hauptpartner der deutschen Fußballnationalmannschaft der Frauen zu werden. Als neuer Sponsor konnte das Unternehmen Geberit gefunden werden, woraufhin es erneut zu einer Umbenennung der Spielstätte kam. Zur Saison 2018/19 wurde das Stadion umfassend renoviert.